# Le Gage de l'amitié
Le Gage de l'amitié (titre original : The Test of Friendship) est un film muet américain réalisé par D. W. Griffith, sorti en 1908.

## Synopsis
Un homme riche fait croire à ses amis qu'il est ruiné afin de les tester.

## Fiche technique
- Titre : Le Gage de l'amitié
- Titre original : The Test of Friendship
- Réalisation et scénario : D. W. Griffith
- Société de production et de distribution : American Mutoscope and Biograph Company[1]
- Photographie : G. W. Bitzer
- Pays :  États-Unis
- Format[2] : Noir et blanc - Muet - 1,33:1 ou 1,37:1[3] - 35 mm[3],[4]
- Longueur de pellicule : 775 pieds (236 mètres[4])
- Durée : 13 minutes (à 16 images par seconde)[2]
- Date de sortie : 15 décembre 1908

## Distribution
Les noms des personnages proviennent de l'Internet Movie Database.
- Arthur V. Johnson : Edward Ross
- Herbert Miles
- Harry Solter : le majordome / le contremaître
- Florence Lawrence : Jennie Colman
- Marion Leonard : une invitée / une femme chez le perruquier
- Jeanie Macpherson
- Mack Sennett : un invité / l'homme dans la bagarre
- Linda Arvidson : une invitée / une femme chez le perruquier
- Violet Mersereau
- Robert Harron : l'homme quittant l'usine
- George Gebhardt : le valet de chambre[3],[5]
- Charles Inslee : l'employeur / un invité[3],[5]
- Gertrude Robinson : une invitée[3],[5]

## Autour du film
Les scènes du film ont été tournées les 6 et 25 novembre 1908 dans le studio de la Biograph à New York et à Hoboken, dans le New Jersey.